# Georg Kolberger
Georg Kolberger († um 1495) war 1490 gewählter Bischof (Elekt) von Gurk.

## Leben
Georg Kolberger war bürgerlicher Abstammung und der Sohn des Paul Kolberger, Schulmeister in Altötting. Wie sein Bruder Johann ergriff auch Georg den geistlichen Stand; sein Bruder Wolfgang Kolberger wurde als Kanzler Herzog Georgs von Bayern-Landshut einflussreicher Politiker. Georg Kolberger erhielt innerhalb der Jahre 1471 bis 1472 die Pfarre Eggenfelden bei Passau, im Jahr 1481 ist er als dortiger Pfarrherr und Dechant bezeugt und wurde in den Adelsstand erhoben.
Nach dem Tod des Gurker Bischofs Lorenz von Freiberg blieb die Diözese drei Jahre lang verwaist. Kaiser und Erzbischof von Salzburg schlugen unterschiedliche Kandidaten vor. Der Erwählte des Erzbischofs war Georg Kolberger, der ihm durch den Bischof von Chiemsee empfohlen wurde. Am 7. September 1490 verlieh ihm der Erzbischof von Salzburg das Bistum Gurk. Er hat jedoch nie von seiner Kathedrale Besitz genommen und letztendlich wurde der Kandidat des Kaisers Raimund Peraudi zum neuen Bischof gewählt. Georg Kolberger dürfte freiwillig verzichtet haben oder zum Verzicht gezwungen worden sein.
Georg Kolberger blieb Pfarrer von Eggenfelden. 1497 wurde bereits sein Bruder Johann als Pfarrer von Eggenfelden genannt und in einer Familienurkunde von 1495 fehlt der Name Georg bereits, vermutlich dürfte er zu diesem Zeitpunkt schon nicht mehr am Leben gewesen sein. Nach dem Nekrologium des Klosters Raitenhaslach ist der „erwählte und bestätigte“ Bischof von Gurk an einem 3. November eines unbekannten Jahres gestorben.